# Iratxe Aurrekoetxea
Iratxe Aurrekoetxea Urrutikoetxea (Erandio, Vizcaya, 18 de diciembre de 1969) es una entrenadora y ex gimnasta rítmica española. Fue entrenadora del Club Beti Aurrera de Vitoria, donde entrenó en sus inicios a destacadas gimnastas como Almudena Cid, Tania Lamarca o Estíbaliz Martínez. Posteriormente se trasladó al Centro de Alto Rendimiento de San Cugat del Vallés, donde ha colaborado en varias ocasiones como técnico de gimnastas individuales de la selección española de gimnasia rítmica, como la propia Almudena Cid, Esther Escolar, Marina Fernández, Júlia Usón o Natalia García.

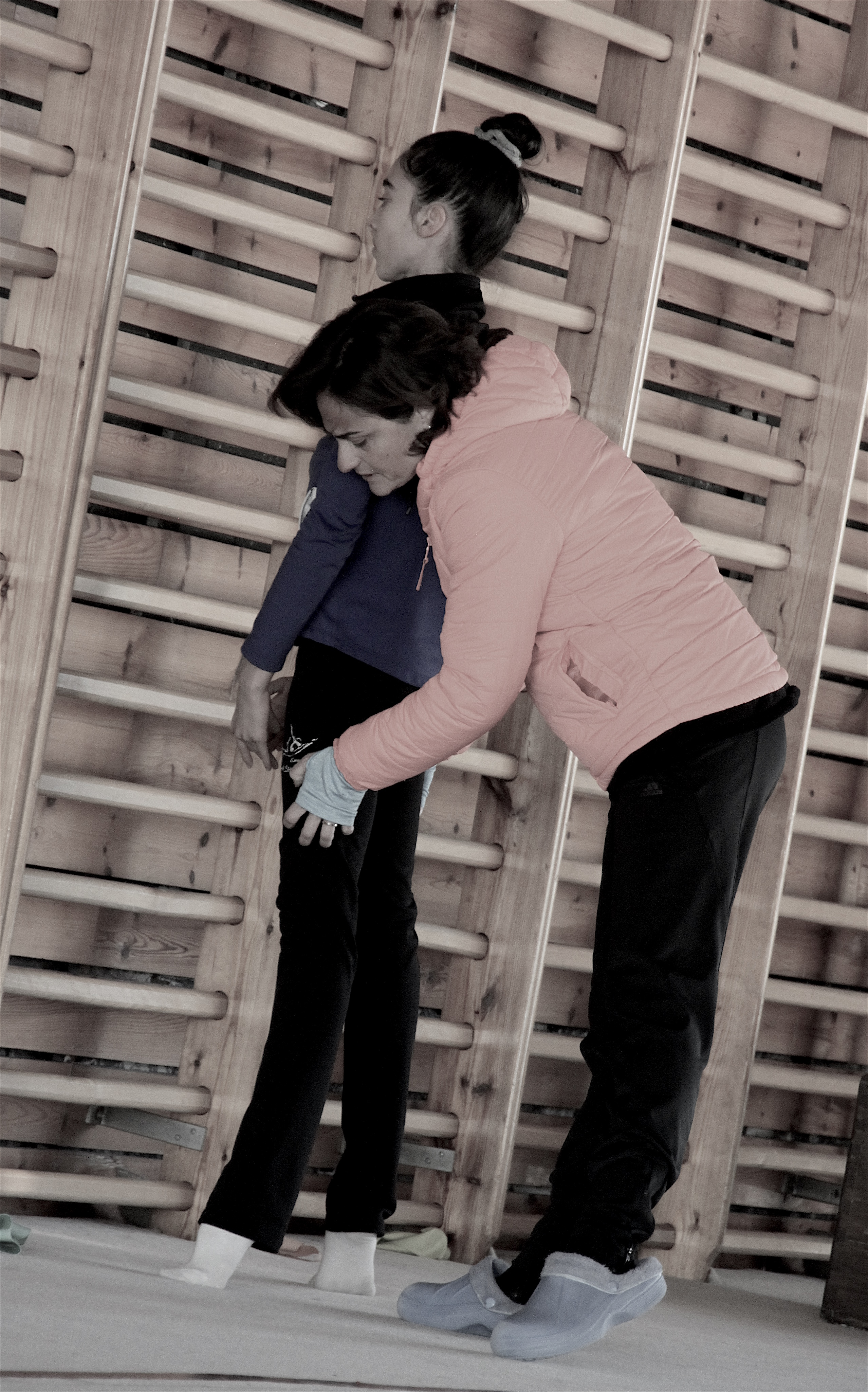
Iratxe con la gimnasta Elisa Pérez en el CAR de San Cugat (2016).

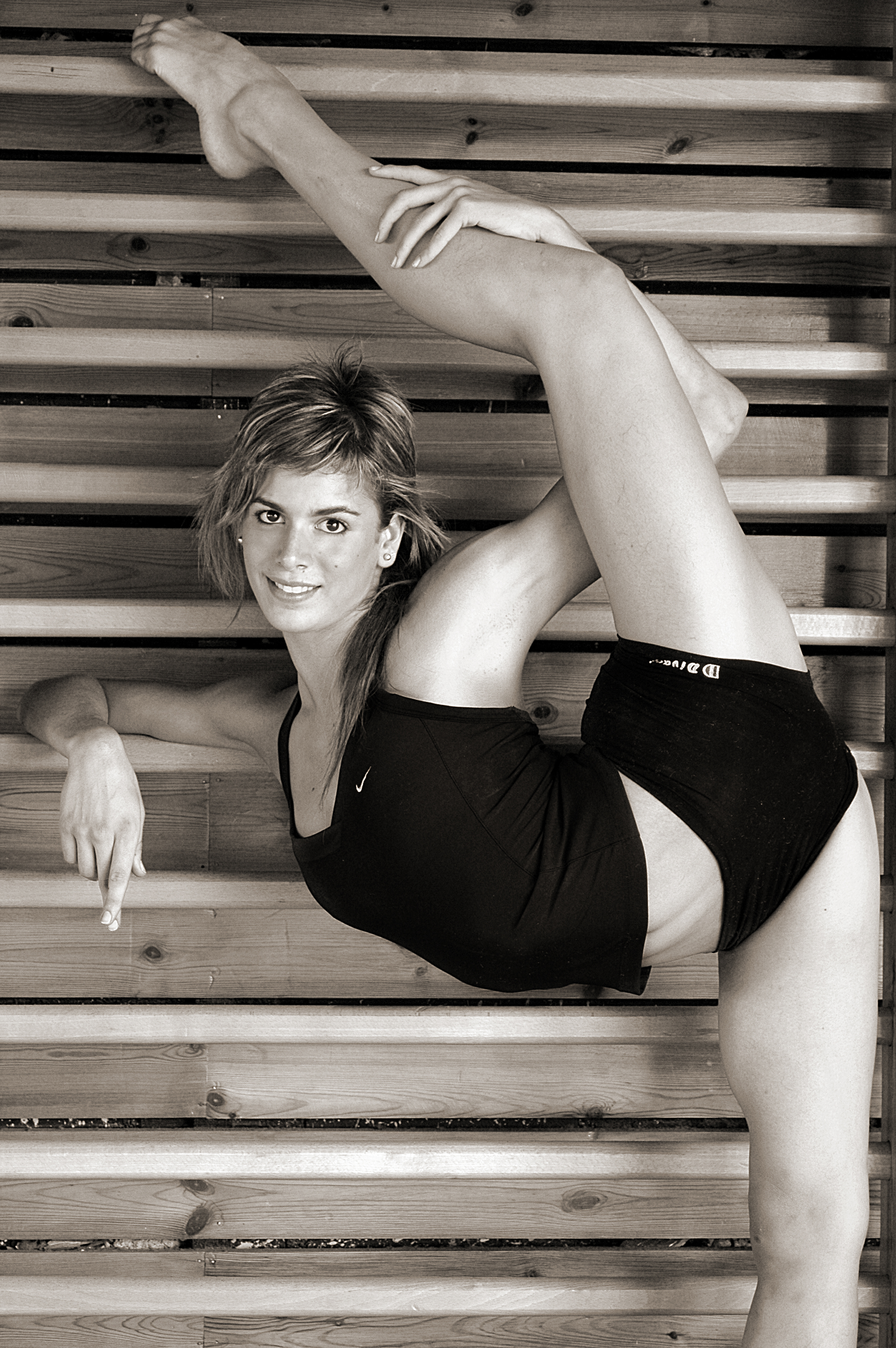
Esther Escolar, entrenada por Iratxe de 2003 a 2008.

## Biografía
Con 12 años, Iratxe fue campeona de Vizcaya de gimnasia rítmica y cinco veces campeona del País Vasco. Se licenció en Educación Física por el Instituto Vasco de Educación Física (IVEF), actual Facultad de Ciencias de la Actividad Física y del Deporte de la Universidad del País Vasco. Además, cursó el doctorado de Actividades Físicas y Deportes en el Departamento de Historia de la Educación de dicha universidad (1992 - 1993), y se tituló como Entrenadora y Juez Nacional de Gimnasia Rítmica por la Real Federación Española de Gimnasia.

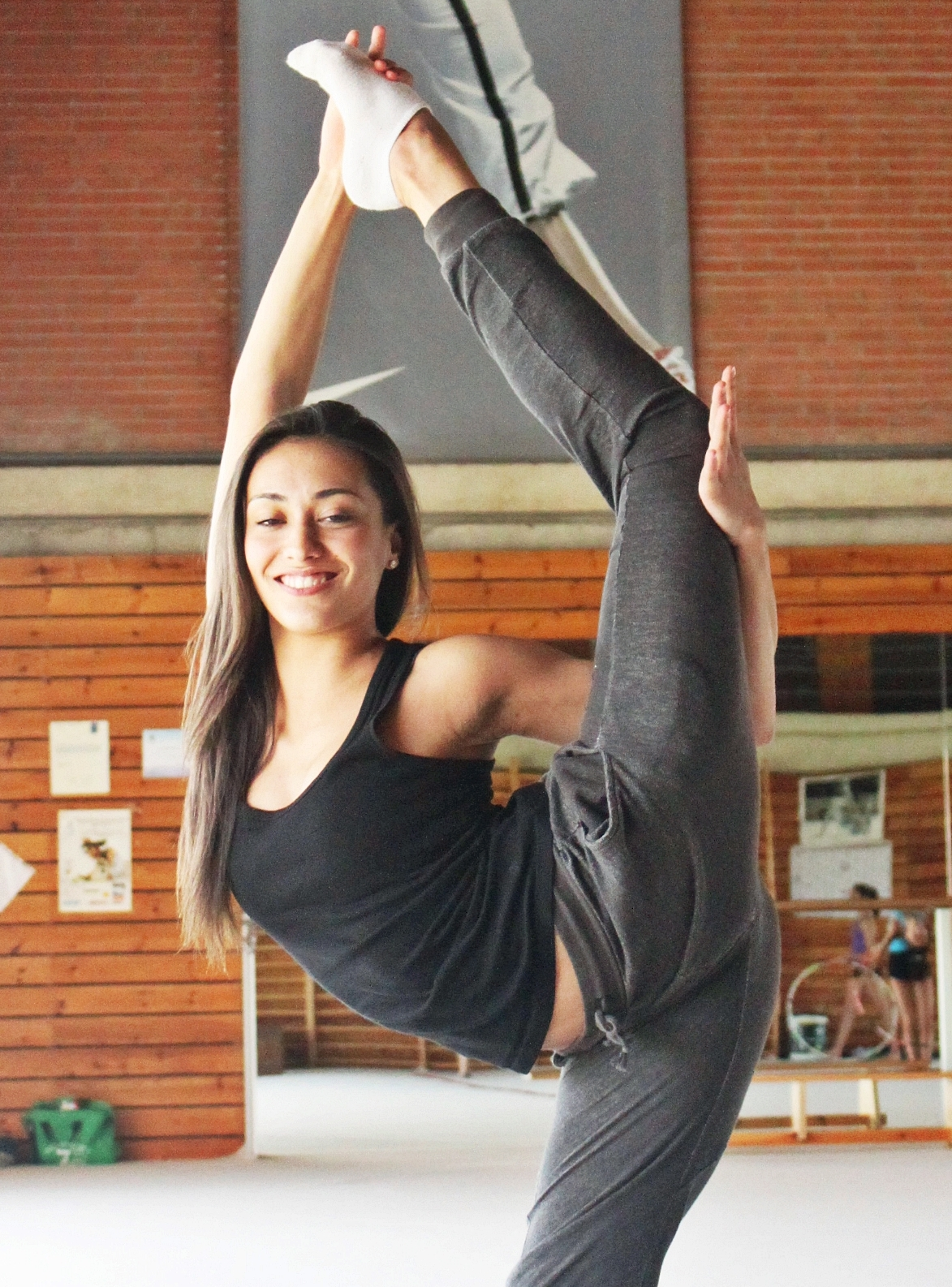
Natalia García, gimnasta rítmica entrenada por Iratxe en el CAR de San Cugat.

Iratxe comenzó entrenando en una escuela del Ayuntamiento de Vitoria, que pronto pasó a llamarse Club IVEF. Este club se convirtió después en el Club Aurrera, y en 1996, en el Club Beti Aurrera. Iratxe sería entrenadora del mismo desde 1989 hasta 1997. En esta etapa entrenó junto a Aurora Fernández del Valle a gimnastas destacadas como Lorena Barbadillo, María Ereñaga, Almudena Cid, Tania Lamarca o Estíbaliz Martínez, que posteriormente formarían parte de la selección española. Más tarde fue además entrenadora de la selección nacional de gimnasia rítmica de España, colaborando con María Fernández Ostolaza en la preparación del equipo nacional individual para el Campeonato Mundial de Sevilla y el Campeonato Europeo de Oporto (1998).
Tras los Juegos Olímpicos de Sídney 2000, Almudena Cid regresó a Vitoria para volver a ser entrenada por Iratxe. Poco después, ambas se mudaron a Barcelona tras una llamada de la Federación Catalana de Gimnasia, siendo Iratxe nombrada responsable de la sección de gimnasia rítmica del Centro de Alto Rendimiento de San Cugat del Vallés en 2001 y seleccionadora de la selección catalana de gimnasia rítmica (A.G.R. Catalunya) en 2002. En el CAR de San Cugat volvió a entrenar durante 8 años a Almudena, desarrollando su preparación para los Juegos Olímpicos de Atenas 2004 y Pekín 2008. Además, Iratxe ha entrenado posteriormente en el mismo lugar a otras gimnastas internacionales con la selección española, como Nuria Velasco, Esther Escolar, Nuria Artigues, Marina Fernández, Adelina Fominykh, Júlia Usón, Clara Esquerdo o Natalia García, a quien entrena en la actualidad. El 8 de noviembre de 2008 fue homenajeada durante el Euskalgym 2008, celebrado en Durango (Vizcaya), y el 18 de junio de 2011 fue homenajeada junto a Almudena Cid en el II Trofeo Internacional Ciudad de Barcelona de Gimnasia Rítmica.

## En la cultura popular
Entre otras apariciones en la cultura popular, Aurrekoetxea ha servido de base para el personaje homónimo de Iratxe, que aparece en la serie de cuentos infantiles Olympia (2014), escritos por Almudena Cid e ilustrados por Montse Martín. 

## Premios, reconocimientos y distinciones
- Medalla de Bronce de la Real Orden del Mérito Deportivo, otorgada por el Consejo Superior de Deportes (2008)[5]
- Medalla de Plata de la Real Orden del Mérito Deportivo, otorgada por el Consejo Superior de Deportes (2009)[6]

## Filmografía

### Programas de televisión
| Programas de televisión | Programas de televisión       | Programas de televisión | Programas de televisión                                                            |
| Año                     | Título                        | Cadena                  | Notas                                                                              |
| ----------------------- | ----------------------------- | ----------------------- | ---------------------------------------------------------------------------------- |
| 1995                    | Deportes                      | ETB 1                   | Entrevistada en reportaje junto a Almudena Cid, Tania Lamarca y Estíbaliz Martínez |
| 2002                    | Escuela del deporte           | La 2 de TVE             | Entrevistada en reportaje                                                          |
| 2003                    | El sueño olímpico. ADO 2004   | La 2 de TVE             | Entrevistada en reportaje sobre Almudena Cid                                       |
| 2008                    | Euskalgym 2008                | ETB 1                   | Homenajeada                                                                        |
| 2011                    | II Trofeo Ciudad de Barcelona | Esport3                 | Homenajeada junto a Almudena Cid                                                   |